# Linda v Raspenavě
Linda v Raspenavě je památný strom topolu bílého (Populus alba) rostoucí v Raspenavě ve Frýdlantském výběžku na severu České republiky. Topol roste ve farní zahradě u secesního kostela Nanebevzetí Panny Marie, v údolní nivě na břehu řeky Smědé. Výška stromu je 28 metrů a obvod jeho kmene činí 500 centimetrů. To jej činí největším topolem bílým v Libereckém kraji.
Strom je ošetřen a nachází se v dobrém zdravotním stavu. Ve výšce tří metrů nad zemí se kmen větví na tři hlavní, kosterní větve. Koruna stromu má šířku 12 metrů a výšku 18 metrů. Ve své spodní části je kmen intenzivně porostlý břečťanem (Hedera).